# Трансцендентна крива
Трансцендентна крива — це аналітична крива, що не є алгебраїчною. Точніше, крива, яку можна задати через лінію рівня аналітичної функції (або, в багатовимірному випадку системи аналітичних функцій), але не можна задати алгебраїчною функцією.

## Приклади
- Експонента
- Синусоїда
- Циклоїда
- Спіраль Архімеда
- Трактриса
- Ланцюгова лінія
- Гіперболічна спіраль

| Сигма | Це незавершена стаття з математики. Ви можете допомогти проєкту, виправивши або дописавши її. |